# قناة الدانوب - البحر الأسود

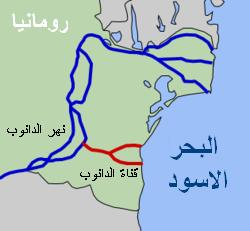
نهر الدانوب بالأزرق والقناة المائية باللون الأحمر

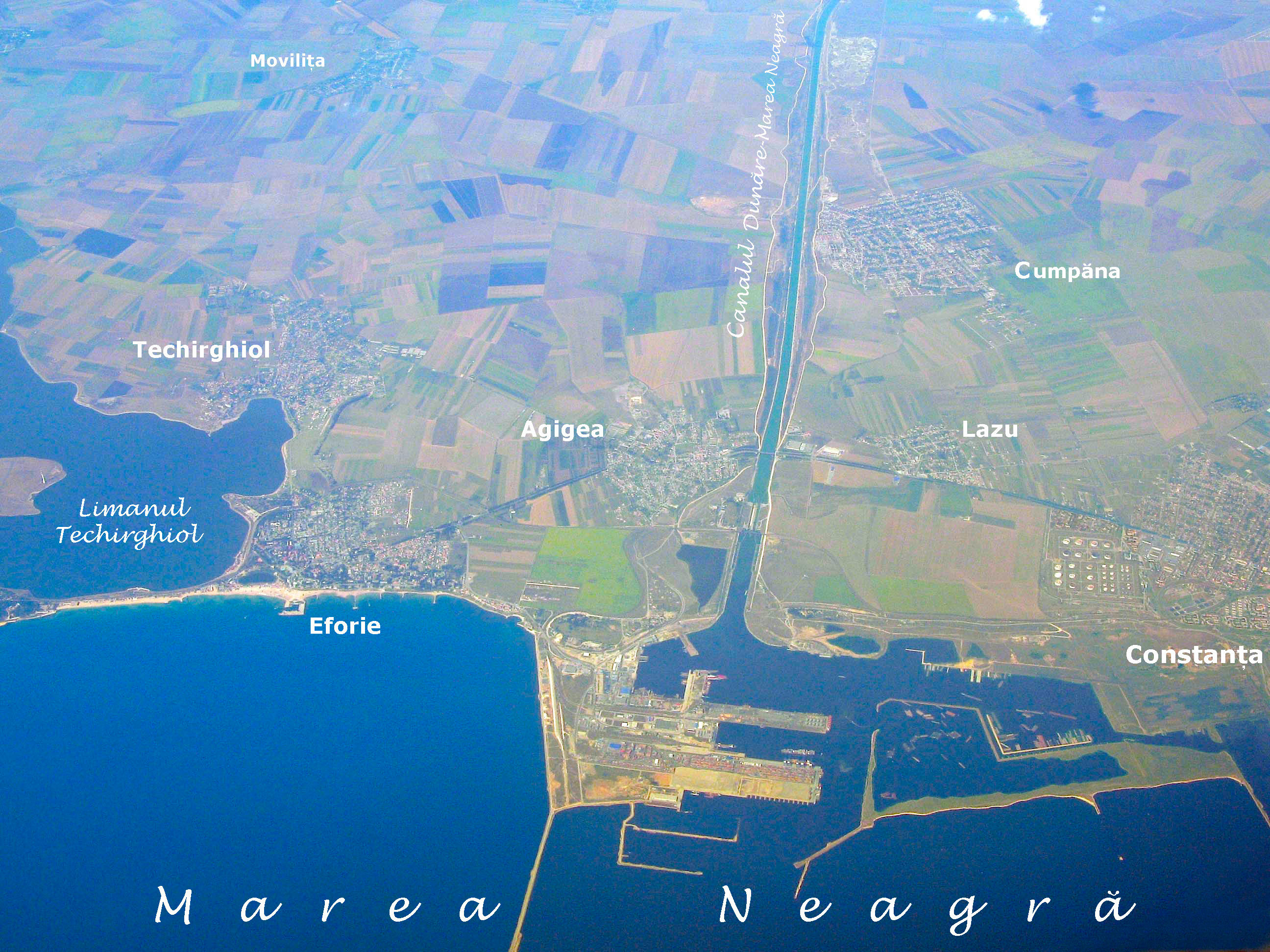
صورة من الجو لنهاية الفرع الجنوبي من القناة

قناة الدانوب - البحر الأسود (بالرومانية:Canalul Dunăre–Marea Neagră) هي قناة صناعية في رومانيا تربط ما بين نهر الدانوب والبحر الأسود.
افتتحت القناة للملاحة البحرية عام 1984 ويبلغ طولها لـ 64 كم وعرضها من 70-90 متر بعمق 7 أمتار في المتوسط، وهي تختصر حوالي 400 كم من المسافة على السفن القادمة من كونستانتسا على البحر الأسود حتى تشيرنافودا على الدانوب، إضافة إلى ذلك فإن القناة تسهل الملاحة البحرية على السفن حيث أن نهر الدانوب تكتنفه مخاطر ملاحية.
استغرق حفر القناة 9 سنوات، شارك في الحفر حوالي 30,000 عامل ومهندس وقد استخدموا حوالي 4.2 مليون م3 من الخرسانة المسلّحة لتدعيم جدران القناة.

## التاريخ
بدأ الرومانيون بالتفكير في حفر القناة المائية ما بين سنة 1845 و 1850 إلا أنهم صرفوا النظر عن الفكرة بعد سنة 1860 لما بنيت خط لسكك حديد تربط كونستانتسا الميناء الرئيسي بنهر الدانوب. حصلت بعد ذلك محاولات عدة إلا أنها لم تكن تتحقق لسبب أو لأخر حتى وصل الشيوعيين إلى الحكم في رومانيا واتخذوا قرار حفر القناة في 25 مايو سنة 1949.
قناة الموت (Canalul Morţii) هو الاسم الذي اشتهرت به القناة ما بين سنة 1949 و 1953. لأن النظام الشيوعى الحاكم في رومانيا آنذاك كان يعاقب المعارضين السياسيين بأن يرسلهم إلى معسكرات الأعمال الشاقة ومن ضمن الأعمال الشاقة تلك حفر قناة بين الدانوب والبحر الأسود، شارك في هذه أعمال الحفر حوالي 40,000 قضى الكثير منهم نحبه بسبب سوء التغذية وانتشار مرض السل بينهم. أوقف العمل في القناة سنة 1953 بسبب الفشل الكبير في تحقيق المعدلات المطلوبة بالرغم من أن البروباغندا الشيوعية كانت تدعي أن العمل سيتحقق بنسبة 170%. في سنة 1976 أعاد نيكولاي تشاوشيسكو العمل مرة أخرى وأحضر الآلات والمعدات الحديثة وتمكن الانتهاء من الفرع الجنوبي من القناة سنة 1984 والفرع الشمالي سنة 1987.

## المسار
تبدأ القناة من نهر الدانوب عند مدينة تشيرنافودا وتمتد حتى مدينة بوارتا البا أو البوابة البيضاء (Poarta Albă) ومن هناك تتفرع القناة لفرعين:
- الفرع الأول أو الذراع الشمالي يسمى أيضا فرع كاراسو ويمتد حتى المصب على البحر الأسود عند مدينة نافودار (Năvodari)
- الفرع الثاني أو الذراع الجنوبي كذلك يعرف بفرع اجيجيا وهذا يمتد حتى مصب نهر الدانوب في البحر الأسود عند مدينة اجيجيا (Agigea)